# Bank of Hangzhou
Банк Ханчжоу (Bank of Hangzhou или HZBank) — коммерческий банк со штаб-квартирой в Ханчжоу, провинция Чжэцзян, КНР. Основан в сентябре 1996 года. В списке крупнейших публичных компаний мира Forbes Global 2000 за 2021 год занял 645-е место (в том числе 241-е по активам); из китайских компаний в этом списке занял 150-е место.